# Amt Wankendorf

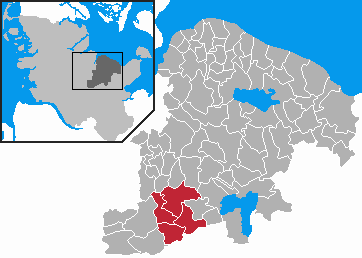
Lage des ehem. Amtes Wankendorf im Kreis Plön

Das Amt Wankendorf war ein Amt im Südwesten des Kreises Plön in Schleswig-Holstein.
Das Amt hatte seinen Verwaltungssitz in der Gemeinde Wankendorf, eine Fläche von 65 km² und 5700 Einwohner in den Gemeinden Belau, Ruhwinkel, Stolpe und Wankendorf.

## Geschichte

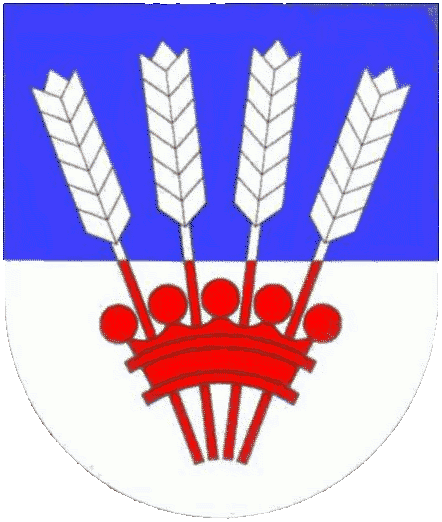
Wappen des ehem. Amtes Wankendorf

Das Amt Wankendorf wurde am 1. April 1948 gegründet. Es entstand aus den preußischen Amtsbezirken Depenau, mit den Gemeinden Depenau (heute Gemeinde Stolpe), Stolpe und Wankendorf, und Perdöl, mit den Gemeinden Belau und Ruhwinkel.
Seit dem 1. Januar 2008 bilden die Gemeinden des Amtes Wankendorf mit den Gemeinden des Amtes Bokhorst das Amt Bokhorst-Wankendorf.

## Wappen
Blasonierung: „Auf blau-weiß geteiltem Schild vier fächerförmig gestellte, oben silberne, unten rote Ähren, die unten mit einer roten Krone belegt sind.“